# 16. červenec
16. červenec je 197. den roku podle gregoriánského kalendáře (198. v přestupném roce). Do konce roku zbývá 168 dní. Svátek má Luboš.

## Události

### Česko
- 1410 – Zbyněk Zajíc z Hazmburka nechal v Praze veřejně spálit všechny spisy Jana Wiklefa, anglického reformátora , kterým se později inspiroval Jan Hus.
- 1608 – Zemský sněm zvolil moravským zemským hejtmanem Karla st. ze Žerotína, čímž skončila prozatímní vláda direktoria.
- 1873 – Bedřich Smetana začíná komponovat novou operu Dvě vdovy na libreto Emanuela Františka Züngela podle francouzské salónní komedie Féliciena Mallefilla. Velmi úspěšná premiéra se konala už 27. března 1874.
- 1992 – Neúspěšně proběhlo druhé kolo prezidentských voleb; jediným kandidátem byl Miroslav Sládek.
- 1997 – Evropská unie doporučila České republice zahájit jednání o členství v Evropské unii (spolu s Estonskem, Kyprem, Polskem, Maďarskem, a Slovinskem), a zároveň zaslala české vládě své kritické připomínky, které se mj. týkaly bankovního systému, lustračního zákona, diskriminace Rómů aj.

### Svět
- 0463 – Začátek lunárního cyklu Hilarius
- 0622 – Muhammad započal svoji hidžru, tedy útěk z Mekky do Mediny. Od tohoto data se počítá islámský kalendář zavedený chalífou Umarem.
- 0997 – Bulharské vojsko cara Samuela je poraženo byzantskou armádou generála Nikeforos Ouranos na řecké řece Spercheios
- 1054 – Definitivní rozkol (schizma) mezi řeckou (východní) a římskou (západní) církví. Papež Lev IX. exkomunikoval patriarchu Michaela Kerullariose z církve, když jeho delegace umístila papežskou bulu na oltář Hagia Sophia během bohoslužby. Na oplátku patriarcha dal do klatby celou západní církev
- 1099 – Vítězní Křižáci nahnali jeruzalémské Židy do synagogy, kterou potom zapálili
- 1212 – Spojená vojska Kastilie, Katalánie, Portugalska a Navarry pod vedením Alfonse VIII. porazila Maury u Las Navas de Tolosa a začala znovu dobývat Pyrenejský poloostrov, který od 8. století ovládali Arabové. Tyto boje, kterým se též říká reconquista, vyvrcholily vznikem katolického Španělska a Portugalska a byly ukončeny na 6.1 1492 dobytím Granady.
- 1377 – Richard II. korunován králem Anglie.
- 1661 – Ve Švédsku vydaná první bankovka na území Evropy. Vydala ji banka Stockholms Banco.
- 1769 – Otec Junípero Serra zakládá misii „Mission San Diego de Alcalá“, ze které se později stane město San Diego v Kalifornii.
- 1782 – V tento den měla v Císařském dvorním divadle ve Vídni světovou premiéru Mozartova opera „Únos ze serailu“ (německy: „Die Entführung aus dem Serail“)
- 1790 – Na základě „Residence Act“ (jeden z federálních zákonů USA) se hlavním městem USA stává Washington D.C. V tento den podepsal federální zákon tehdejší prezident USA – George Washington. Vláda se do Washingtonu přesunula až v roce 1800, kdy byl dostavěn Kapitol.
- 1808 – Začala bitva u Bailénu mezi Španělskem a napoleonskou Francií.
- 1809 – La Paz v Bolívii vyhlašuje nezávislost na Španělsku a vzniká „Junta Tuitiva“, první nezávislá vláda na území „Španělské Ameriky“, kterou vede Pedro Domingo Murillo.
- 1862 – David Farragut získává jako první v historii hodnost „Rear admiral“ v Námořnictvu Spojených států amerických
- 1880 – V Kanadě dostala Dr. Emily Howard Stoweová jako první žena licenci k provozování lékařské praxe.
- 1927 – Augusto César Sandino v Bitvě o Ocotal velel útoku na americké námořní pěchoty a národní gardu, ale byl odražen.
- 1931 – Císař Haile Selassie I podepsal první etiopskou ústavu.
- 1935 – V Oklahomě byly použity první parkovací hodiny na světě.
- 1942 – Podle rozkazu vichistické vlády zatkla a uvěznila francouzská policie asi 13–20 000 Židů.
- 1945 – V rámci projektu Manhattan byl proveden úspěšný test jaderné pumy Trinity, 124 km severozápadně od města Alamofordo v Novém Mexiku. Bomba č. 1 vážila 19 kilotun, byla první z 1129 svržených USA do roku 1992, z toho dvě byly v 1945 svrženy o dvacet dní později na japonské civilní obyvatelstvo měst Hirošima a Nagasaki.
- 1948 – Po neustálých útocích, během operace Dekel se město Nazaret vzdalo pod velení izraelských vojsk.
- 1950 – Uruguay se stala šampiónem 1950 FIFA World Cup v Rio de Janeiro, porazila Brazílii 2:1 ve finále.
- 1951 – Král Leopold III. abdikoval ve prospěch svého syna Baudouina.
- 1957 – John Glenn provedl let z Kalifornie do New Yorku za 3 hodiny, 23 minut a 8 sekund, čímž vytvořil nový rekord.
- 1960
  - USS George Washington, ponorka námořnictva USA, jako první na světě úspěšně otestovala vystřelení balistické rakety při ponoření
  - Karibik: V kubánské vesnici Piedra Alta (provincie Havana) skupina kubánských teroristů zavraždila Manuela Lópeze de la Portilla (špion infiltroval mezi kubánské kontrarevolucionáře), v kubánském městě Piedra Alta.
- 1965
  - Francouzský a italský prezident slavnostně otevřeli Montblanský tunel. Běžnému provozu byl zpřístupněn o tři dny později.
  - USA: Na Nevadě v jaderném testovacím místu, v 5:04:24 tamního času byla odpálena atomová bomba Izzer (součást projektu Flintlock), vážící méně než 20 kilotun. Byla to 424. bomba z 1129, které Spojené státy odpálily v letech 1945 až 1992.
- 1969 – Apollo 11 odstartovalo z mysu Canaveral na svou misi k Měsíci.
- 1979 – Po rezignaci iráckého prezidenta Hasana al-Bakra se prezidentem stal Saddám Husajn.
- 1979 – Nikaragujský diktátor Anastasio Somoza Debayle rezignoval jako prezident republiky, pod tlakem OAS, a uprchnul ze země v časných ranních hodinách následujícího dne.
- 1981 – Mahathir Mohamad se stal premiérem Malajsie.
- 1989 – V abchazském hlavním městě Suchumi propukly nepokoje, čímž začal gruzínsko-abchazský konflikt
- 1990
  - Filipíny, ostrov Luzon postihlo zemětřesení o síle 7,7 stupně Richterovy stupnice; vyžádalo si více než 3000 životů a více než 25 000 lidí bylo zraněno.
  - Nejvyšší sovět Ukrajinské SSR přijal rezoluci o suverenitě Ukrajiny, Ukrajinský parlament vyhlásil Ukrajinu suverénním státem, čímž se Ukrajina přiblížila k pozdější nezávislosti na Sovětském svazu
- 1992 – V Limě, Peru, Shining Path -teroristická skupina spáchala útok na ulici Tarata v okrese Miraflores, zabila 30 civilistů a 200 lidí bylo zraněno.
- 1994
  - Afrika: Rwandská občanská válka skončila.
  - Na Jupiter dopadly úlomky komety Shoemaker-Levy 9.
- 2000 – Zatmění Měsíce.
- 2001 – FBI zatkla v Las Vegas (USA) Dmitrije Skljarova pro porušení zákona DMCA.
- 2002 – Na ostrově Perejil začala Operace Romeo-Sierra. Od cca 23:43 byli vystěhováni obyvatelé z ostrova, který byl pět dní předtím obsazen marockými silami.
- 2014 – Na poloostrově Jamal je díra do nitra země o velikosti fotbalového hřiště. Nachází se 30 kilometrů od ruského města Bovanenkovo (Sibiř). V oblasti je největší počet plynových polí.
- 2017 – Ve Venezuele se konal plebiscit o odmítnutí Národního ústavodárného shromáždění, které mělo být voleno o čtrnáct dní později.
- 2018 – V Katalánsku byla ustavena Crida Nacional strana, vedená Carles Puigdemontem.
- 2019 – Bývalý peruánský prezident Alejandro Toledo byl zatčen americkou policií, byl zahájen proces proti němu skrz případ Odebrecht.

## Narození

### Česko

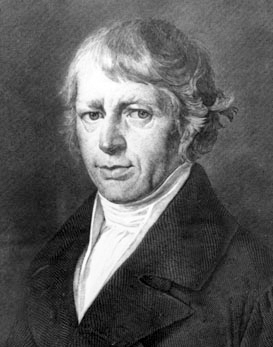
Josef Jungmann (* 1773)

- 1773 – Josef Jungmann, národní buditel, jazykovědec a spisovatel († 14. listopadu 1847)
- 1826
  - Karel Vít Hof, historik, novinář a spisovatel († 9. srpna 1887)
  - Vilemína Josefina z Auerspergu, šlechtična a česká vlastenka († 19. prosince 1898)
- 1850 – Adolf Glöckner, poslanec Českého zemského sněmu a Říšské rady, starosta Morašic († 14. března 1936)
- 1872 – Anton Karl Gebauer, rakouský cestovatel, etnograf a spisovatel († 30. května 1942)
- 1875 – Ladislav Filip Habsbursko-Lotrinský, rakouský arcivévoda († 6. září 1895)
- 1876 – František Roith, architekt († 5. září 1942)
- 1879 – Viktorin Vojtěch, profesor fotochemie a vědecké fotografie († 11. července 1948)
- 1885 – Hana Benešová, manželka prezidenta Edvarda Beneše († 2. prosince 1974)
- 1887 – Vladimír Jindřich Bufka, fotograf, publicista († 23. května 1916)
- 1892 – Bohuslav Kilian, advokát, znalec umění a novinář († 25. února 1942)
- 1900 – Bruno Köhler, česko-německý komunistický funkcionář († 21. března 1989)
- 1902 – Stanislav Neumann, herec († 19. února 1975)
- 1903 – Saša Machov, tanečník, choreograf a režisér († 23. červen 1951)
- 1905 – Leoš Firkušný, muzikolog († 9. červenec 1950)
- 1906
  - Josef Pietschmann, kněz a varhaník litoměřické katedrály († 9. dubna 1950)
  - Alois Fišárek, malíř († 5. února 1980)
- 1907 – Václav Jan Staněk, zoolog, mykolog, botanik, fotograf a filmař († 5. října 1983)
- 1914 – Antonín Sochor, československý generál († 16. srpen 1950)
- 1920 – Ivo Jirásek, hudební skladatel († 8. ledna 2004)
- 1922 – Oldřich Němec, československý hokejový reprezentant († 14. března 1995)
- 1924 – Zdeněk Švehla, český operní tenorista († 21. prosince 2014)
- 1926
  - Jan Hlaváč, český chemik († 21. března 2018)
  - Miroslav Šubrt, hokejista († 6. dubna 2012)
- 1931 – Eva Sadková, scenáristka a režisérka († 8. dubna 2000)
- 1947
  - Ladislav Rygl, český sdruženář, mistr světa 1970
  - Regina Rázlová, herečka a podnikatelka
- 1949 – Irena Bukačová, historička, publicistka, překladatelka
- 1953 – Luděk Rubáš, lékař a bývalý politik
- 1965
  - Milan Ohnisko, básník a redaktor
  - Karel Kočí, teolog
- 1981 – Lucie Hrstková, lyžařka
- 1983 – Jan Maxián, český herec a hudebník

### Svět

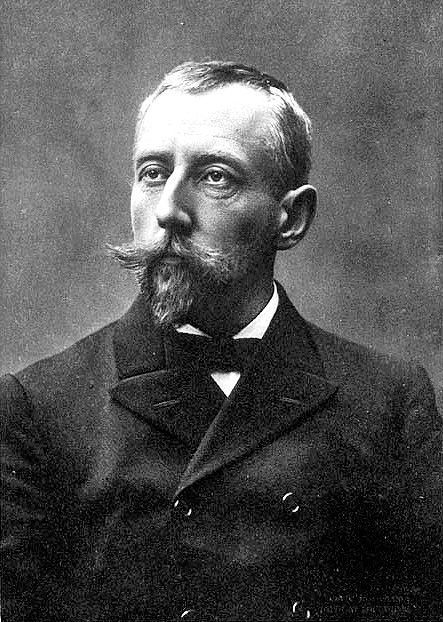
Roald Amundsen (* 1872)

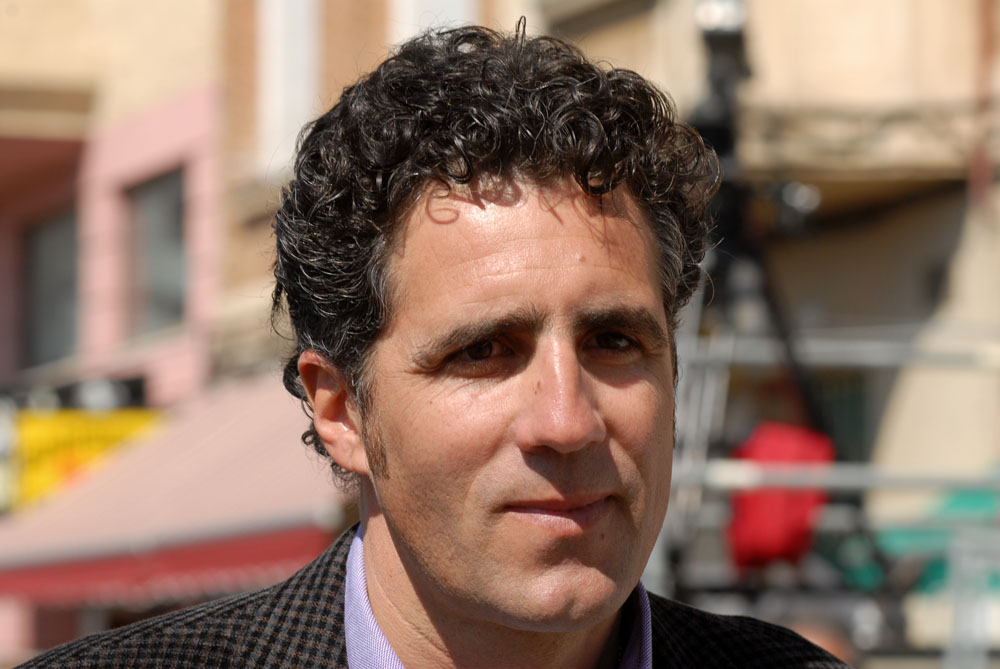
Miguel Indurain (* 1964)

- 1194 – Svatá Klára, italská řeholnice († 11. srpna 1253)
- 1486 – Andrea del Sarto, italský malíř († 29. září 1530)
- 1517 – Frances Brandonová, anglická šlechtična, dcera Marie Tudorovny († 20. listopadu 1559)
- 1611 – Cecílie Renata Habsburská, polská královna, manželka polského krále Vladislava IV. Vasy († 24. března 1644)
- 1678 – Žofie Šarlota Hesensko-Kasselská, meklenbursko-schwerinská vévodkyně († 30. května 1749)
- 1723 – Joshua Reynolds, anglický malíř († 23. února 1792)
- 1798 – Abbondio Sangiorgio, italský sochař († 2. listopadu 1879)
- 1803 – Sarah Yorke Jacksonová, snacha 7. prezidenta USA Andrewa Jacksona, první dáma USA († 23. srpna 1887)
- 1826 – Vilemína Auerspergová, šlechtična z rodu Colloredo-Mansfeld († 19. prosince 1898)
- 1828 – José Rodrigues, portugalský malíř († 19. října 1887)
- 1829 – Pierre Rossier, švýcarský fotograf († 22. října 1886)
- 1835 – William Hunt Painter, britský botanik († 12. října 1910)
- 1837 – Andrej Osipovič Karelin, ruský malíř a fotograf († 12. srpna 1906)
- 1850 – Carl Roman Abt, švýcarský konstruktér, vynálezce, organizátor a sběratel umění († 1. května 1933)
- 1852 – Vincenzo Gemito, italský sochař a grafik († 1. března 1929)
- 1855 – Georges Rodenbach, belgický spisovatel († 25. prosince 1898)
- 1860 – Otto Jespersen, dánský jazykovědec († 30. dubna 1943)
- 1872 – Roald Amundsen, norský polární výzkumník († 18. června 1928)
- 1883 – Charles Sheeler, americký malíř a fotograf († 7. května 1965)
- 1884
  - Alfred Jansa, rakouský důstojník († 20. prosince 1963)
  - Anna Alexandrovna Vyrubovová, ruská dvorní dáma († 20. července 1964)
- 1888 – Frits Zernike, nizozemský fyzik, držitel Nobelovy ceny († 23. března 1966)
- 1892 – Michel Coiffard, francouzský stíhací pilot († 29. října 1918)
- 1896 – Trygve Halvdan Lie, norský politik, první generální tajemník OSN († 30. prosince 1968)
- 1901
  - Karol Sidor, slovenský novinář a nacionalistický politik († 20. října 1953)
  - Robert Teldy Naim, francouzský spisovatel († 31. ledna 1981)
  - Anna Barkovová, sovětská básnířka, novinářka a scenáristka († 29. dubna 1976)
- 1902 – Alexandr Romanovič Lurija, sovětský psycholog a neuropsycholog († 14. srpna 1977)
- 1903 – Fritz Bauer, německý právník, soudce a prokurátor († 1. červenec 1968)
- 1904 – Léon-Joseph Suenens, belgický biskup († 6. května 1996)
- 1906 – Lee Barnes, americký olympijský vítěz ve skoku o tyči 1924 († 28. prosince 1970)
- 1907 – Barbara Stanwyck, americká herečka († 20. ledna 1990)
- 1908 – Gerd Achgelis, německý akrobatický pilot a podnikatel († 18. května 1991)
- 1911 – Ginger Rogersová, americká tanečnice a herečka († 25. dubna 1995)
- 1919 – Čchö Kju-ha, prezident Jižní Koreje († 22. října 2006)
- 1921 – Guy Laroche, francouzský módní návrhář († 17. února 1989)
- 1924 – Bess Myerson, americká modelka († 14. prosince 2014)
- 1925 – Cal Tjader, americký hudebník († 5. května 1982)
- 1926 – Irwin Rose, americký biolog, Nobelova cena za chemii 2004 († 2. června 2015)
- 1927 – Serge Baudo, francouzský dirigent
- 1928 – Robert Sheckley, americký spisovatel († 9. prosince 2005)
- 1932 – Tim Asch, americký antropolog, fotograf a filmař († 3. října 1994)
- 1936 – Jasuo Fukuda, japonský politik
- 1939
  - William Bell, americký zpěvák
  - Denise LaSalle, americká bluesová zpěvačka († 8. ledna 2018)
- 1941
  - Mišo Kovač, chorvatský zpěvák
  - Dag Solstad, norský spisovatel
- 1942 – Margaret Courtová, australská tenistka
- 1943
  - Reinaldo Arenas, kubánský spisovatel († 7. prosince 1990)
  - Martin Huba, slovenský herec a divadelní režisér
  - Patricia Churchlandová, kanadská filozofka, představitelka analytické filozofie
- 1944 – Thomas Boggs, americký hudebník († 5. května 2008)
- 1948
  - Manuel José Macário do Nascimento Clemente, portugalský kardinál
  - Pinchas Zukerman, izraelský houslista a dirigent
  - Rubén Blades, panamský zpěvák, herec, politik a aktivista
- 1951 – Bobby Previte, americký bubeník
- 1952 – Stewart Copeland, americký bubeník
- 1955
  - Anita Margová, východoněmecká atletka
  - Annie Whitehead, anglická pozounistka
- 1956 – Jerry Doyle, americký herec, rozhlasový moderátor
- 1958 – Michael Flatley, americký tanečník, choreograf a hudebník
- 1959 – Gerd Wessig, německý atlet, skokan do výšky, olympijský vítěz
- 1960 – Natalja Durickaja, ruská umělecká designérka
- 1962
  - Natalja Lisovská, bývalá sovětská atletka
  - Uwe Hohn, bývalý východoněmecký atlet – oštěpař
- 1963
  - Fatboy Slim, britský hudebník
  - Armin Schwarz, německý rallye závodník
  - Srečko Katanec, slovinský fotbalista
- 1964
  - Miguel Indurain, španělský cyklista
  - Nino Burdžanadze, gruzínská právnička a politička
- 1965 – Claude Lemieux, kanadský hokejista
- 1967
  - Will Ferrell, americký herec a komik
  - Joel Stransky, jihoafrický ragbista
- 1968
  - Larry Sanger, americký filosof a informatik, spoluzakladatel Wikipedie
  - Barry Sanders, hráč amerického fotbalu
- 1976 – Franklin Roberto Lashley, americký profesionální wrestler
- 1979
  - Ivan Tásler, slovenský skladatel, kytarista, zpěvák a hudební producent
  - Jayma Mays, americká herečka a zpěvačka
  - Kim Rhodeová, americká sportovní střelkyně
- 1980
  - Oliver Marach, rakouský tenista
  - Světlana Feofanová, ruská atletka
- 1981 – Jukka Koskinen, finský baskytarista
- 1982
  - Steven Hooker, australský atlet
  - Katrina Kaifová, indická herečka a modelka
- 1983 – Duncan Keith, kanadský hokejista
- 1990
  - James Maslow, americký zpěvák, člen skupiny Big Time Rush
  - Johann Zarco, francouzský motocyklový závodník
  - Lidewij Weltenová nizozemská pozemní hokejistka
- 1993 – Oscar Otte, německý tenista
- 1994 – Shericka Jacksonová, jamajská sprinterka
- 1996 – Kevin Abstract, americký rapper a zpěvák

## Úmrtí

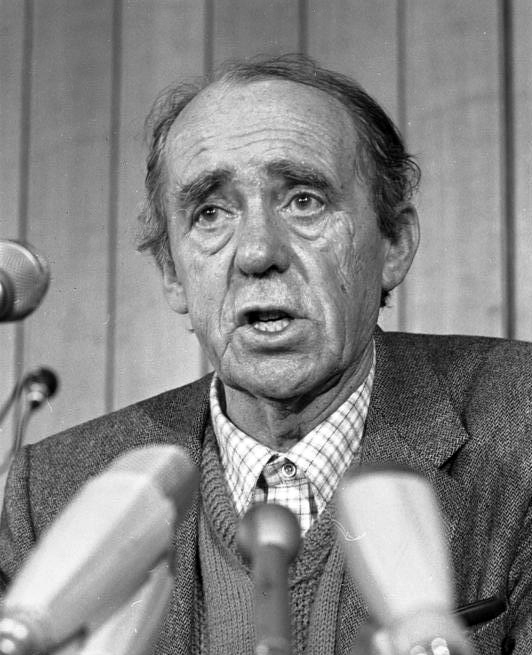
Heinrich Böll († 1985)

### Česko
- 1370 – Anežka z Lichtenburka, slezská kněžna (* ?)
- 1572 – Vilém Prusinovský z Víckova, šlechtic, duchovní, biskup olomoucký (* 1534)
- 1671 – Mikuláš Drabík, bratrský kazatel a vizionář (* 5. prosince 1588)
- 1740 – Jan Kupecký, český barokní malíř (* 1666)
- 1870 – Johann Liebieg, východočeský průmyslník (* 7. června 1802)
- 1917 – Vincenc Hrubý, šachový mistr (* 9. září 1856)
- 1923 – Karel Klostermann, český a německý spisovatel s regionálním zaměřením na oblast Šumavy (* 15. února 1848)
- 1928 – Bohumil Mořkovský, československý gymnasta (* 14. prosince 1899)
- 1943 – Julian Stříbrný, československý legionář (* 9. listopadu 1883)
- 1953 – Stanislav Ondříček, houslista a hudební pedagog (* 23. srpna 1885)
- 1954 – Anna Iblová, česká herečka (* 25. března 1893)
- 1963 – Erik Adolf Saudek, překladatel (* 18. října 1904)
- 1964 – Jaromír Smutný, legionář, kancléř prezidenta Edvarda Beneše a diplomat (* 23. června 1892)
- 1973
  - Karel Tihelka, archeolog (* 12. července 1898)
  - Jaromír Dolanský, politik (* 25. února 1895)
- 1976 – Bohumír Cyril Petr, varhaník, skladatel, hudební vědec, defektolog, topograf a historik (* 13. října 1905)
- 1983 – Jaroslav Krombholc, dirigent (* 30. ledna 1918)
- 1987 – Jaroslav Kovář mladší, architekt a kreslíř (* 21. září 1905)
- 1995 – Václav Šolc, etnograf-amerikanista, muzeolog, cestovatel a spisovatel (* 27. září 1919)
- 2010 – Jaroslav Bílý, český skladatel a dirigent (* 15. května 1935)
- 2012 – Antonín Holý, český chemik (* 1. září 1936)
- 2013 – Tom Komárek, hudební publicista (* 28. června 1980)
- 2015 – Pavel Červinka, operní zpěvák, baryton (* 9. března 1940)
- 2017 – Eva Děpoltová, operní pěvkyně (* 5. srpna 1945)

### Svět

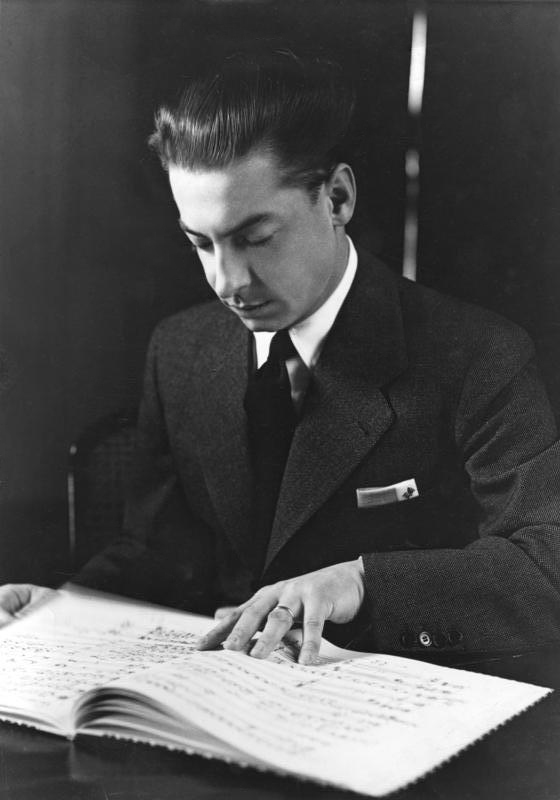
Herbert von Karajan († 1989)

- 0866 – Irmgarda z Buchau, německá abatyše a katolická blahoslavená (* 831/33)
- 1216 – Inocenc III., 176. papež (* cca 1160)
- 1342 – Karel I. Robert z Anjou, uherský král (* 1288)
- 1363 – Ferdinand Aragonský, markýz z Tortosy (* 1329)
- 1370 – Anežka z Lichtenburka, slezská kněžna (* ?)
- 1557 – Anna Klevská, první německá královna Anglie (* 22. září 1515)
- 1664 – Andreas Gryphius, německý básník a dramatik (* 2. října 1616)
- 1732 – Pier Francesco Tosi, italský zpěvák-kastrát, hudební skladatel (* 13. srpna 1654)
- 1740 – Marie Anna Falcko-Neuburská, španělská královna (* 28. října 1667)
- 1764 – Ivan VI. Antonovič, ruský car (* 23. srpna 1740)
- 1770 – Francis Cotes, anglický malíř (* 1726)
- 1782 – Luisa Ulrika Pruská, švédská královna (* 24. července 1720)
- 1825 – Antoine Balthazar Joseph, baron d'André, francouzský roajalistický politik (* 2. července 1759)
- 1834 – Evžen z Montija, španělský šlechtic (* 12. února 1773)
- 1857 – Pierre-Jean de Béranger, francouzský básník (* 19. srpna 1780)
- 1876 – Marija Obrenović, moldavsko-rumunská bojarka a srbská šlechtična (* 1831)
- 1882 – Mary Toddová Lincolnová, manželka prezidenta USA Abrahama Lincolna (* 13. prosince 1818)
- 1901 – Marie Izabela Toskánská, rakouská arcivévodkyně, provdaná hraběnka z Trapani (* 21. května 1834)
- 1908 – René Panhard, francouzský průkopník automobilismu (* 27. května 1841)
- 1911 – August Harambašić, chorvatský básník a politik (* 14. července 1861)
- 1915 – Ellen G. Whiteová, americká spoluzakladatelka Adventistů sedmého dne (* 26. listopadu 1827)
- 1947 – Raoul Wallenberg, švédský diplomat, zachránce maďarských Židů (* 4. srpna 1912)
- 1949 – Vjačeslav Ivanov, ruský básník, symbolista, filosof, překladatel (* 28. února 1866)
- 1953 – Hilaire Belloc, anglický spisovatel (* 27. července 1870)
- 1959 – Henri Pourrat, francouzský spisovatel, sběratel lidových příběhů a pohádek (* 7. května 1887)
- 1960 – Albert Kesselring, německý důstojník Luftwaffe a Heereswaffe (* 30. listopadu 1885)
- 1964 – Alfred Junge, německo-britský filmový produkční (* 29. ledna 1886)
- 1970 – Chajim-Moše Šapira, izraelský politik (* 26. března 1902)
- 1971 – Fletcher Steele, americký krajinářský architekt (* 7. června 1885)
- 1974 – Sándor Szathmári, maďarský inženýr a esperantista (* 19. června 1897)
- 1980 – Hubert Jedin, německý katolický kněz a církevní historik (* 17. června 1900)
- 1982 – Patrick Dewaere, francouzský herec (* 26. ledna 1947)
- 1985 – Heinrich Böll, německý spisovatel (* 21. prosince 1917)
- 1989 – Herbert von Karajan, rakouský dirigent (* 5. dubna 1908)
- 1990 – Valentin Pikul, sovětský spisovatel (* 13. července 1928)
- 1991 – Robert Motherwell, americký malíř (* 24. ledna 1915)
- 1994 – Julian Schwinger, americký teoretický fyzik, Nobelova cena za fyziku 1965 (* 12. února 1918)
- 1995 – Mordechaj Gur, izraelský generál a politik (* 6. května 1930)
- 1999 – John F. Kennedy mladší, americký právník a novinář, syn Johna Fitzgeralda Kennedyho (* 25. listopadu 1960)
- 2001 – Morris, belgický karikaturista (* 1. prosince 1923)
- 2002 – John Cocke, americký informatik (* 30. května 1925)
- 2005 – John Ostrom, americký paleontolog (* 18. února 1928)
- 2012
  - Kitty Wells, americká countryová zpěvačka a skladatelka (* 30. srpna 1919)
  - Stephen Covey, americký lektor osobního rozvoje a leadershipu (* 24. října 1932)
  - Jon Lord, britský hudebník (* 9. června 1941)
  - Bob Babbitt, americký baskytarista (* 26. listopadu 1937)
- 2013 – Nobujuki Aihara, japonský sportovní gymnasta, dvojnásobný olympijský vítěz (* 16. prosince 1934)
- 2014 – Johnny Winter, americký kytarista a zpěvák (* 23. února 1944)
- 2023
  - Jane Birkin, britská herečka, režisérka, skladatelka a zpěvačka (* 14. prosince 1946)
  - Kevin Mitnick, americký hacker,  bezpečnostní konzultant a autor (* 6. srpna 1963)

## Svátky

### Česko
- Luboš
- Karmela, Karmen
- Rút

### Svět
- Botswana: Prezidentský den (2. den svátku)
- Ukrajina: v roce 1991 byl 16. července slaven Den nezávislosti Ukrajiny, od roku 1992 je slaven 24. srpna
- Světový den hadů

| 16. červenec v pražském KlementinuÚdaje jsou platné k 8. 7. 2025. | 16. červenec v pražském KlementinuÚdaje jsou platné k 8. 7. 2025. | 16. červenec v pražském KlementinuÚdaje jsou platné k 8. 7. 2025. |
| minimum                                                           | denní průměr                                                      | maximum                                                           |
| ----------------------------------------------------------------- | ----------------------------------------------------------------- | ----------------------------------------------------------------- |
| 8,8 °C (1840)                                                     | 20,0 °C (od 1961)                                                 | 37,3 °C (2007)                                                    |